# 吉田雅美
吉田 雅美（よしだ まさみ、1958年6月14日 - 2000年3月7日）は、日本の男子陸上競技選手。専門はやり投。後輩の溝口和洋とともに、やり投の第一人者として近代オリンピックをはじめとする各種国際大会に出場した。

## 経歴
和歌山県有田市出身。
1983年10月17日、87m18の日本記録（旧規格やり）を記録した。1984年ロサンゼルスオリンピックの代表に選ばれ、81m98（旧規格やり）を記録し、5位に入賞した。
1986年に男子用やりは規格が変更されたが、その後も第一線で競技を続け、1988年ソウルオリンピック・1992年バルセロナオリンピックまで3大会連続で代表に選ばれて出場している。このほか、1983年アジア陸上競技選手権大会（クウェート）や、1990年アジア競技大会（北京）でも優勝歴がある。日本陸上競技選手権大会では4回の優勝（1981年・1983年・1984年・1992年）を達成した。
現役時代は当初は和歌山県教育委員会、後に大京陸上競技部に所属したが、バルセロナオリンピック後の1992年限りで大京陸上競技部は活動を停止した。
現役引退後は、日本陸上競技連盟強化委員会（投擲部長）に就任し、後進の指導に当たっていた。
2000年3月7日、死去。妻を亡くした心労による後追い自殺とされる。41歳没。

## 著作

### 書籍
- 『ヤリ投げ (最新陸上競技入門シリーズ ; 9)』（帖佐寛章・佐々木秀幸監修)ベースボールマガジン社、1993年9月、ISBN 978-4583030753

### 指導用ビデオ
- （監修）『Jr.コーチングクリニック ヤリ投げ王国フィンランド』ソーケン・ネットワーク
- 「投てき選手育成「ターボジャベリン」を使用しての投てき技術論」『'99 Jr.コーチングクリニック』（投てき実技コーチング）、ソーケン・ネットワーク
- 『ATHLETICS FUNDAMENTALS Vol.13 HAMMER & JAVELIN ハンマー投&ヤリ投』（Bill Dellinger(原盤監修)、等々力信弘・吉田雅美(日本版指導)、オーディオビジュアルネットワーク

## 成績
- 自己ベスト：81m84（新規格）